# Черномирдін Віктор Степанович
Ві́ктор Степа́нович Черноми́рдін (рос. Ви́ктор Степа́нович Черномы́рдин; 9 квітня 1938, Чорний Отрог, Сарактаський район, Оренбурзька область, РРФСР, СРСР — 3 листопада 2010, Москва, РФ) — російський державний діяч, прем'єр-міністр Росії (1992–1998). Надзвичайний і повноважний посол Російської Федерації в Україні від 2001 до 2009 року.

## Біографія
Син водія. Працював на Орському нафтопереробному заводі слюсарем.
Відслуживши в армії в 1957—1960 роках, повернувся на той же завод, де працював машиністом і оператором.
У 1962 році вступив до Куйбишевського індустріального інституту (отримав двійку з математики, але перездав на трійку) завдяки низькому конкурсу і вчився вельми посередньо[джерело?].
Після закінчення інституту Черномирдін почав робити партійну кар'єру і з 1967 до 1973 року працював в Орському міському комітеті КПРС.
У 1973—1978 роках очолював Оренбурзький газопереробний завод, потім повернувся в органи КПРС (інструктор Відділу важкої промисловості ЦК).
З 1982 року працював у апараті Міністерства нафтової і газової промисловості СРСР, в 1985—1989 роках — міністр газової промисловості СРСР.
У 1989—1992 — голова Газпрому.
У 1980-х роках відбулося знайомство Чорномирдіна з Борисом Єльциним, у той час першим секретарем обкому КПРС Свердловської області.
У 1992 році призначений прем'єр-міністром Росії (змінив на цій посаді формально Бориса Єльцина, а фактично — ліберального реформатора Єгора Гайдара).
Улітку 1995 року був втягнутий у прямі перемовини з чеченським сепаратистом Шамілем Басаєвим, який на чолі збройного загону захопив лікарню в Будьоннівську.
Відправлений у відставку в березні 1998 року. З 24 серпня 1998 року повторно виконував обов'язки прем'єр-міністра, але двічі не був затверджений Державною думою, і на третій раз Єльцин вніс до неї кандидатуру Євгенія Примакова, із затвердженням якого на посту прем'єра закінчилося короткочасне повернення Чорномирдіна до влади. Під час роботи на посту прем'єр-міністра одного разу протягом декількох годин спеціальним Указом виконував обов'язки Президента РФ.
У 1995—1999 роках — лідер руху «Наш дім — Росія». У 1999 році обирався депутатом Держдуми.
Від 2001 року Віктор Чорномирдін — Надзвичайний і повноважний посол Російської Федерації в Україні, спеціальний представник президента Російської Федерації з розвитку торговельно-економічних відносин з Україною.
11 червня 2009 року президент Росії Дмитро Медведєв своїм указом призначив Віктора Черномирдіна радником президента, поклавши на нього обов'язки спеціального представника президента з питань економічного співробітництва з державами — учасниками СНД. Також президент цим указом звільнив Черномирдіна з посади надзвичайного і повноважного посла РФ в Україні.
Помер 3 листопада 2010 року о 4 ранку вдома в Москві. До останнього моменту він перебував у свідомості.

## Відзнаки
Удостоєний почесних звань багатьох російських і зарубіжних університетів і академій. Йому було присвоєно звання Почесного професора Самарського державного технічного університету (23 червня 1995 року), Почесного професора Московського державного університету ім. М. В. Ломоносова (24 січня 1997 року), Почесного доктора Словацького технічного університету в Братиславі (14 квітня 1997 року), Почесного доктора Бріджпортського університету (штат Коннектикут, США) (30 вересня 1999 року), Почесного професора Ленінградського державного обласного університету (7 жовтня 1999 року), Почесного професора Московського державного відкритого університету (17 травня 2002 року), Почесного доктора наук Російської економічної академії ім. Г. В. Плеханова (25 березень 2003 року), Почесного доктора Національного авіаційного університету (15 березня 2005 року) та ін.